# Cut-Off-Prozess
Der Cut-Off-Prozess, deutsch Abschnürprozess, ist in der Meteorologie ein Phänomen, das die Luftzirkulation beeinflusst und zwischen dem 35. und 65. Breitengrad für die Ausbildung bestimmter Witterungsverhältnisse verantwortlich ist. Die Cut-Off-Prozesse führen zu einem eigenständigen Höhentief oder Kaltlufttropfen, sie sind an großräumige Vorstöße kalter Polarluft nach Süden bzw. warmer Tropenluft nach Norden gebunden.

## Ursachen für die Wellenbildung
Die Einstrahlung der Sonne heizt Luftmassen am Äquator auf, an den Polen überwiegt die  Abstrahlung von Wärme in das Weltall und die Atmosphäre kühlt sich ab. Die Temperaturdifferenz zwischen Norden und Süden führt zu einem Energiefluss von den Tropen zu den Polen. Luftmassen bewegen sich, der Gradientkraft folgend, von einem Höhenhoch über dem Äquator zum Höhentief über den Polen. Sie durchkreuzen die Westwindzone.
Die Westwinde mäandrieren in der Frontalzone zwischen dem 35. und 65. Breitengrad in mächtigen, planetarischen Wellen, auch Rossby-Wellen genannt. Ursache sind erstens die Isothermen als Linien mit gleicher Temperatur, die – von Land und Meer geprägt – nicht parallel zu den Breitenkreisen verlaufen und die Winde direkt beeinflussen, indem die Isobaren mit gleichem Luftdruck den Isothermen folgen.
Gebirgszüge pressen zweitens die fließenden Luftpakete und erhöhen wegen der Umwege deren Geschwindigkeit. Damit steigt auch die ablenkende Corioliskraft, und hinter dem Gebirge folgt eine Drehung der Luftpakete zum Äquator hin. Der entstehende Tiefdrucktrog transportiert kältere Luft in Richtung Äquator. Umgekehrt entstehen Hochdruckrücken, in welchem wärmere Luft polwärts transportiert wird.
Auch stabile Hoch- und Tiefdruckgebiete, beispielsweise das Azorenhoch und Islandtief, beeinflussen die Westwindzonen, welche in großen Wellen um die Erde ziehen.

## Zirkulation
Liegen die Isobaren sehr eng beieinander, so liegt eine zonale Zirkulation vor, auch High-Index-Zirkulation. Aufgrund der oben geschilderten Prozesse, beginnen sich größere Wellen auszubilden. Wird die Amplitude größer, spricht man von Low-Index-Zirkulation oder Wellenzirkulation. Im ersten Fall wird meridional (Nord-Süd) relativ wenig Energie ausgetauscht. Im zweiten Fall ist dieser Austausch viel größer.
Bei sehr starken Wellenbewegungen können sich stabile Zyklonen oder Antizyklonen ablösen. Die ist ein Cut-off. In der Folge ist die Westwinddrift unterbrochen, atmosphärische Blockierung (Blocking Action) genannt. Damit findet kein Energieaustausch zwischen Pol und Äquator mehr statt. Die Gegensätze bauen sich auf, eine neue Frontalzone bildet sich heraus und der Kreislauf beginnt von vorne.